# Liolaemus sagei
Liolaemus sagei este o specie de șopârle din genul Liolaemus, familia Tropiduridae, descrisă de Richard Etheridge și Christie în anul 2003. Conform Catalogue of Life specia Liolaemus sagei nu are subspecii cunoscute.